# 무선 접속 네트워크
무선 접속 네트워크 (Radio access network, RAN)는 이동 통신 시스템의 한 부분으로 무선 접속 기술로 구현된다. 개념적으로 휴대 전화, 컴퓨터 또는 원격제어 되는 장비 같은 기기들 사이에 위치하며 핵심망(Core Network, CN)으로 연결된다. 표준에 따르면, 휴대 전화와 무선으로 연결된 기기들은 사용자 장치(User Equipment, UE), 단말 장치(Terminal Equipment), 이동국(Mobile Station, MS) 등으로 다양하게 불린다. RAN 기능은 일반적으로 CN과 UE 안에 들어있는 반도체와 그 안에 구현된 소프트웨어 프로그램에 의해 제공된다. 아래 다이어그램 참조:
```
     CN
    /  \
   /    \
 RAN    RAN
 / \    / \
UE UE  UE UE
```

무선 접속 네트워크의 예:
- GRAN: GSM 무선 접속 네트워크
- GERAN: 근본적으로 GRAN과 동일하지만 EDGE 패킷 무선 서비스를 포함하여 규정
- UTRAN: UMTS 무선 접속 네트워크
- E-UTRAN: Long Term Evolution (LTE) 고속 저 지연 (low latency)

하나의 송수화기 또는 전화기가 여러 개의 무선 접속 네트워크에 동시에 연결되는 것이 가능하다. 이런 송수화기는 종종 듀얼-모드 핸드셋(Dual-mode handset)으로 불린다. 예를 들어 일반적인 핸드셋은 GSM과 "3G"로 알려져 있는 UMTS 무선 접속 기술을 모두 지원한다. 이러한 기기들은 서로 다른 무선 접속 네트워크 사이에서 사용자가 서비스 단절을 느낄 수 없도록 연결 중인 통화를 끊김 없이 전달한다.

## 같이 보기
- IP Connectivity Access Network